# Бутан-1-ол
Бутан-1-ол (1-бутанол, н-бутанол) ― органічна сполука з формулою {\displaystyle {\ce {C4H9OH}}}, один з ізомерів бутанолу. За стандартних умов є безбарвною рідиною.
Використовується як розчинник для лаків, або регулює в'язкість лаків.

## Отримання
Найважливішим способом отримання бутан-1-олу є гідроформілювання пропену. Спочатку утворюється бутаналь, який потім гідрогенізують до бутанолу:
{\displaystyle {\ce {CH3-CH=CH2 + CO + H2 -> CH2-CH2-CH2-COH}}}
{\displaystyle {\ce {CH2-CH2-CH2-COH + H2 -> CH2-CH2-CH-CH2-OH}}}
Також використовують карбонілювання пропену:
{\displaystyle {\ce {CH3-CH=CH2 + 3CO + 2H2O -> CH3-CH2-CH2-CH2-OH + 2CO2}}}
Ще один спосіб ― гідрогенування кротональдегіду (бутеналю), який отримують альдольною конденсацію ацетальдегіду:
{\displaystyle {\ce {CH3-COH + CH3-COH -> CH3-CH=CH-COH + H2O}}}
{\displaystyle {\ce {CH3-CH=CH-COH + 2H2 -> CH3-CH2-CH2-CH2-OH}}}

## Хімічні властивості
Може дегідруватися, утворюючи суміш бутенів. Для цього потрібен каталізатор (оксид алюмінію або цеоліт) і висока температура.
{\displaystyle {\ce {CH3-CH2-CH2-CH2-OH -> CH3-CH2-CH=CH2 + H2O}}}
Також, може утворювати дибутиловий етер при нижчій температурі:
{\displaystyle {\ce {2C4H9OH -> (C4H9)2O + H2O}}}
Може алкілювати аміак і аміни. Взаємодіє з кислотами, утворюючи естери. При окисненні утворює бутаналь, а потім бутанову кислоту.

## Токсичність
Бутанол може подразнювати очі, шкіру та верхні дихальні шляхи. При тривалому впливі пошкоджує очі.